# Krka (Slovénie)
Pour les articles homonymes, voir Krka (homonymie).

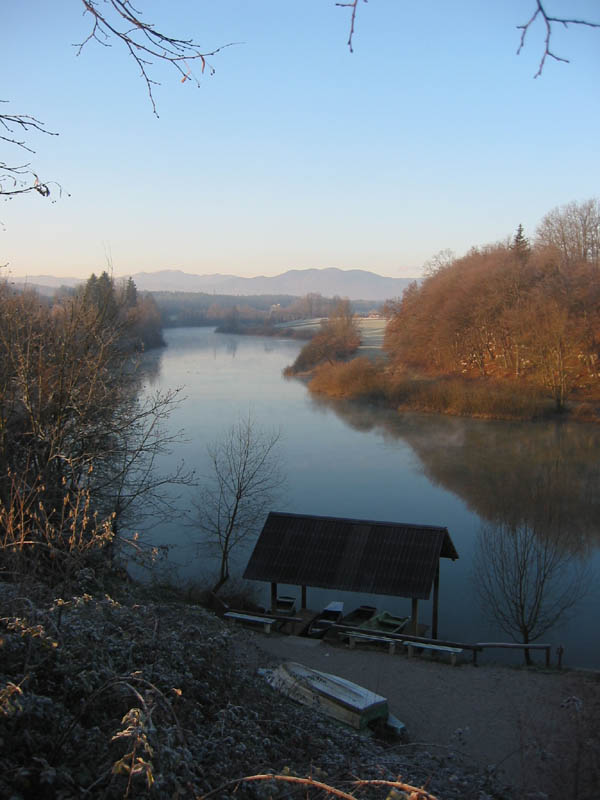
La rivière Krka à Novo Mesto.

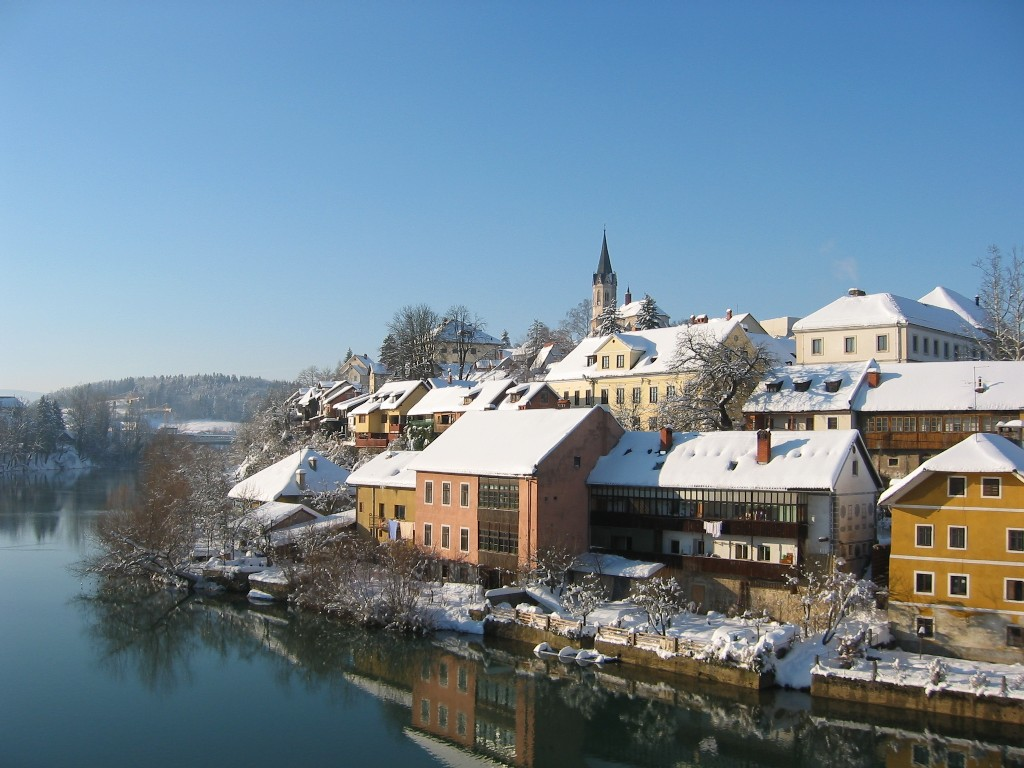
La Krka à Novo Mesto.

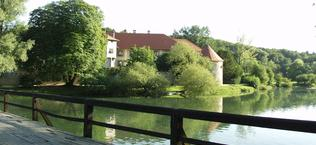
Le château d'Otočec et la Krka.

La Krka (prononcé [ˈkəɾka]) est une rivière de Slovénie située dans la région de la Basse-Carniole (Dolenjska) en Slovénie. Elle est par ailleurs un des symboles de cette région.

## Description
La longueur de la rivière est de 95 km. Sa course commence à Gradiček près du village de Krka à environ 10 km de Ivančna Gorica et à 25 km au sud-est de la capitale Ljubljana. Elle se dirige en direction du sud-est avant de se jeter dans l'importante rivière Save au niveau de Brežice non loin de la frontière avec la Croatie. Novo Mesto est la ville la plus importante située le long de la rivière.
La rivière est la seule de Slovénie à produire du tuf. La faune de la rivière est très riche et se caractérise par de nombreux oiseaux, poissons, amphibiens et même d'animaux cavernicoles dans les zones karstiques ce qui fait que la rivière est une zone protégée depuis 1969. Ses affluents principaux sont les ruisseaux Klamfer, Težka voda et Lešnica.
Sur l'une de ses îles, se trouve le château d'Otočec.

## Liens externes

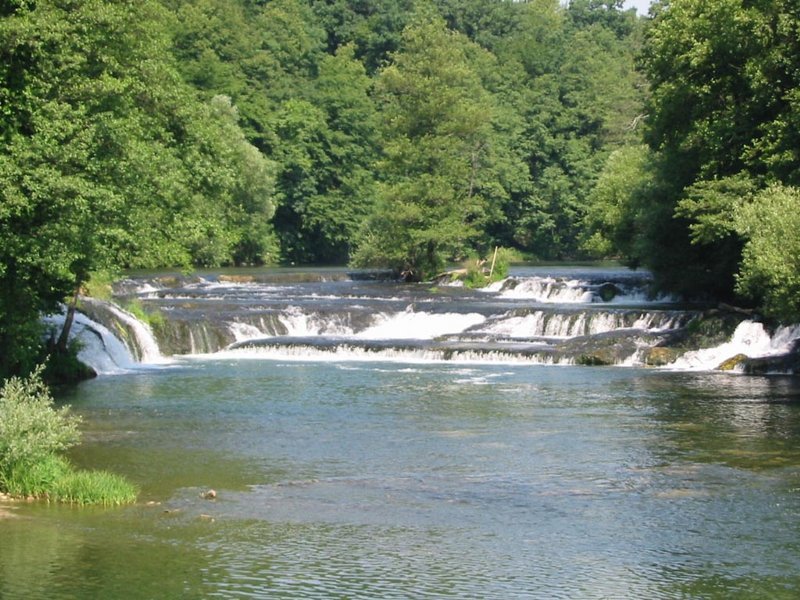
La rivière Krka.